# Steffen Fetzner
Steffen Fetzner (ur. 17 sierpnia 1968 w Karlsruhe) – niemiecki tenisista stołowy, srebrny medalista olimpijski, mistrz świata, trzykrotny wicemistrz Europy.
Trzykrotnie startował w igrzyskach olimpijskich. Na Igrzyskach Olimpijskich w 1992 zdobył srebrny medal w grze podwójnej mężczyzn wraz z Jörgiem Roßkopfem. W mistrzostwach świata w 1989 roku w Dortmundzie zdobył złoto, a cztery lata później w Göteborgu brąz drużynowo.
Sześciokrotny medalista mistrzostw Europy (trzykrotny wicemistrz). Mistrz Europy juniorów w grze podwójnej (1986).